# فرودگاه بین‌المللی جزایر مارشال
فرودگاه بین‌المللی جزایر مارشال (به انگلیسی: Freeflight International Airport (Marshall Islands)) یک فرودگاه نظامی است که یک باند فرود آسفالت دارد و طول باند آن ۱۳۷۱ متر است. این فرودگاه در آب‌سنگ حلقوی کواجالین کشور جزایر مارشال قرار دارد و در ارتفاع ۳ متر بالاتر از سطح دریا واقع شده است.